# Kaela Kimura
Kaela Kimura (木村カエラ, Kimura Kaera), de son vrai nom : Rie Kaela Kimura (木村カエラりえ, Kimura Kaera Rie), (née le 24 octobre 1984) est une chanteuse/mannequin/animatrice télé japonaise.

## Biographie
Née à Adachi, au Japon, d'un père anglais et d'une mère japonaise, Kaela commença sa carrière de modèle en 2002 pour le magazine "Seventeen", puis elle coprésenta le show télévisé "Saku Saku" du 14 avril 2003 au 31 mars 2006.
Son premier single, Level 42, sorti le 23 juin 2004, a justement été utilisé pour le générique de fin de "Saku Saku". Son premier album "Kaela" suivi le 8 décembre de la même année. C'est grâce à son troisième single "Rirura Riruha" (リルラ リルハ), utilisé dans une campagne de pub japonaise pour Vodafone, qu'elle s'est fait connaitre du grand public.

## Albums
| Kaela - Sortie : 8 décembre 2004 - Top Oricon : #7 - Singles : "Level 42", "Happiness!!" - Ventes au Japon :                                            |
| Circle - Sortie : 8 mars 2006 - Top Oricon : #2 - Singles : "Rirura Riruha", "You", "Beat" - Ventes au Japon : 192 350 exemplaires                      |
| Scratch - Sortie : 7 février 2007 - Top Oricon : #1 (JP) - Singles : "Magic Music", "Tree Climbers", "Snowdome" - Ventes au Japon : 313 930 exemplaires |
| +1 - Sortie : 2 avril, 2008 - Top Oricon : #3 - Singles : "Samantha", "Yellow", "Jasper" - Ventes au Japon : 161 000 exemplaires                        |
| HOCUS POCUS - Sortie : 24 juin, 2009 - Top Oricon : #3 - Singles : "Doko", "BANZAI" - Ventes au Japon : 192 067 exemplaires                             |
| 5years - Sortie : 3 février, 2010 - Top Oricon : #2 - 1st Greatest Hits Album - Ventes au Japon : 215 974 exemplaires                                   |
| 8EIGHT8 - Sortie : 12 octobre 2011 - Singles : "Ring a Ding Dong", "A winter fairy is melting a snowman", "Kidoairaku plus ai"                          |
| SYNC - Sortie : 19 décembre 2012 |
| ROCK - Sortie : 13 novembre 2013 |
| MIETA - Sortie : 17 décembre 2014 |

## Singles
- Level 42 – 23 juin 2004 - #14
- Happiness!!! – 27 octobre 2004 - #11
- Rirura Riruha (リルラ リルハ?, Real life, Real heart) – 30 mars 2005 - #3
- Beat – 5 octobre 2005 - #7
- You – 18 janvier 2006 - #7
- Magic Music – 28 juin, 2006 - #7
- Tree Climbers – 6 septembre 2006 - #6
- Snowdome – 17 janvier 2007 - #6
- Samantha – 18 juillet, 2007 - #8
- Yellow – 24 octobre, 2007 - #5
- Jasper – 6 février, 2008 - #9
- Moustache/memories (Original Version) – 10 septembre, 2008 - #7
- どこ – 28 janvier, 2009 - #5
- BANZAI – 8 mai, 2009 - #4
- Ring a Ding Dong – 9 juin, 2010 - #1
- A winter fairy is melting a snowman – 8 décembre, 2010 - #4
- Kidoairaku plus ai (喜怒哀楽 plus 愛?) – 3 août, 2011
- Mamireru (マミレル?) – 16 mai, 2012
- Sun Shower - 24 octobre, 2012
- Ole! Oh! – 9 juillet, 2014
- Today Is A New Day – 22 octobre, 2014

## Collaborations
- Love for Nana ~Only 1 Tribute~ – 16 mars 2005 - #2
- ...of newtypes – 12 octobre 2005
- Custom Made 10.30 Original Sountrack – 26 octobre 2005
- LAST DAYS -tribute to M.K- – 5 avril 2006
- Attention Please Soundtrack ~OH PRETTY WOMAN~ – 24 mai 2006
- Kiraware Matsuko no Utatach – 24 mai 2006
- Sadistic Mikaela Band - Narkissos – 25 octobre 2006
- Farrah – 24 janvier 2007
- Yamazawa Taiyou presents music tree – 23 janvier 2008
- Detroit Metal City Tribute to Krauser II ~THE METAL MIX~ – 28 mars 2008
- Solanin Songbook – 21 avril 2010